# Голос країни (дванадцятий сезон)
Голос країни (дванадцятий сезон) — українське вокальне талант-шоу виробництва «1+1 Продакшн». Прем'єра відбулася 16 січня 2022 року о 21-й годині на телеканалі «1+1».
Нововведенням шоу стала поява п'ятої команди «Другий шанс», яку очолили Олександра Заріцька (KAZKA) та Андрій Мацола і до якої можуть потрапити учасники, до яких не повернувся жоден з інших тренерів.
Сезон тимчасово призупинено через російське вторгнення в Україну. 9 жовтня повернувся, але на телеканал «ТЕТ».

## Наосліп
| Випуск  | Тренери та їхні учасники                  | Тренери та їхні учасники                                           | Тренери та їхні учасники                                            | Тренери та їхні учасники                                                               | Тренери та їхні учасники                        |
| Випуск  | Святослав Вакарчук                        | Надя Дорофєєва                                                     | Потап                                                               | Оля Полякова                                                                           | Олександра & Андрій                             |
| ------- | ----------------------------------------- | ------------------------------------------------------------------ | ------------------------------------------------------------------- | -------------------------------------------------------------------------------------- | ----------------------------------------------- |
| 1       | Аліє Хаджабадінова Анна Кіндзерська       | Валентин Скрипник Марія Сур                                        | Павло Нажига                                                        | Олена Чукаленко Марта Липчей Ярослав Гавянець                                          | Михайло Ніколаєнко ГГ ГуляйГород                |
| 2       | Роман Меліш Максим Бородін                | Олександр Свіріденко Євген Бічасний Інеса Грицаєнко Дмитро Ротькін |                                                                     | Олександр Десятніков Юлія Войтко                                                       | Modoom Єлизавета Овраменко                      |
| 3       | Василь Палюх Михайло Цар                  | Наталія Миколаєнко Лія Меладзе                                     | Аліна Лаврова Діана Матвійчук Юлія Штоля                            | Ольга та Ганна Войцеховські Клім Куліков                                               | Катерина Білоус Spiv Brativ                     |
| 4       | Guli-Guli Дарія Забєліна Дімаш Даулетов   | Володимир Порубайло Анастасія Посна                                | Мар'ян Романчук Єрназар Жубан Остап Дрівко                          | Гліб Пархоменко Вікторія Літвінчук Анастасія Паламар                                   | Алучана Феджі Аліса Финашкина                   |
| 5       | Дмитро Цимбал Павло Тютюнник Ірина Бенько | Олександр Олещук Нарек Амірян Євгенія Тананаєва                    | Ігор Ольховий Андрій Григорський Назар Ільчишен                     | Валерія Бутурліна                                                                      | Анастасія та Микола Гетьман Карина Аввакумова   |
| 6       | Катерина Кулина                           | Оксана Позивай Наталія Бурик Давид Маскіса                         | Михайло Герасимчук Яна Мілевська Олександр Коржов Вероніка Слюзалек | Віктор Кирилов                                                                         | Gera Gerc Катерина Офліян                       |
| 7       | Тіна Колодій 2tone Катерина Коваленко     |                                                                    | Марія Максимова Ярослав Кайда Карина Столаба                        | Сабіна Сафарлі Марія Квітка Елла Введенська Євген Тесленко-Пономаренко Сергій Соловйов | Олександр Биков Марта Любчик Марко Швайковський |
| Загалом | 16                                        | 16                                                                 | 17                                                                  | 16                                                                                     | 15                                              |

## Бої
| Випуск | №  | Учасники                    | Учасники                   | Учасники                   | Тренер             |
| ------ | -- | --------------------------- | -------------------------- | -------------------------- | ------------------ |
| 08     | 1  | Анастасія Посна             | Марія Сур                  | Марія Сур                  | Надя Дорофєєва     |
| 08     | 2  | Павло Нажига                | Вероніка Слюзалек          | Вероніка Слюзалек          | Потап              |
| 08     | 3  | Євген Бічасний              | Олександр Свіріденко       | Олександр Свіріденко       | Надя Дорофєєва     |
| 08     | 4  | Катерина Кулина             | Дарія Забєліна             | Дарія Забєліна             | Святослав Вакарчук |
| 08     | 5  | Гліб Пархоменко             | Олександр Десятніков       | Олександр Десятніков       | Оля Полякова       |
| 08     | 6  | Єрназар Жубан               | Ігор Ольховий              | Ігор Ольховий              | Потап              |
| 08     | 7  | Guli-Guli                   | Аліє Хаджабадінова         | Аліє Хаджабадінова         | Святослав Вакарчук |
| 08     | 8  | Юлія Войтко                 | Євген Тесленко-Пономаренко | Євген Тесленко-Пономаренко | Оля Полякова       |
| 08     | 9  | Катерина Коваленко          | Павло Тютюнник             | Павло Тютюнник             | Святослав Вакарчук |
| 08     | 10 | Андрій Григорський          | Яна Мілевська              | Яна Мілевська              | Потап              |
| 08     | 11 | Інеса Грицаєнко             | Дмитро Ротькін             | Дмитро Ротькін             | Надя Дорофєєва     |
| 08     | 12 | Сергій Соловйов             | Сабіна Сафарлі             | Вікторія Літвінчук         | Оля Полякова       |
| 08     | 13 | Марія Максимова             | Діана Матвійчук            | Діана Матвійчук            | Потап              |
| 08     | 14 | Ольга та Ганна Войцеховські | Валерія Бутурліна          | Валерія Бутурліна          | Оля Полякова       |
| 08     | 15 | Тіна Колодій                | Анна Кіндзерська           | Анна Кіндзерська           | Святослав Вакарчук |
| 08     | 16 | Наталія Бурик               | Євгенія Тананаєва          | Євгенія Тананаєва          | Надя Дорофєєва     |
| 09     | 1  | Ірина Бенько                | Максим Бородін             | Максим Бородін             | Святослав Вакарчук |
| 09     | 2  | Марта Липчей                | Клім Куліков               | Клім Куліков               | Оля Полякова       |
| 09     | 3  | Оксана Позивай              | Лія Меладзе                | Лія Меладзе                | Надя Дорофєєва     |
| 09     | 4  | Олександр Коржов            | Ярослав Кайда              | Ярослав Кайда              | Потап              |
| 09     | 5  | Наталія Миколаєнко          | Валентин Скрипник          | Валентин Скрипник          | Надя Дорофєєва     |
| 09     | 6  | Остап Дрівко                | Мар'ян Романчук            | Мар'ян Романчук            | Потап              |
| 09     | 7  | Дімаш Даулетов              | Василь Палюх               | Василь Палюх               | Святослав Вакарчук |
| 09     | 8  | Віктор Кирилов              | Анастасія Паламар          | Анастасія Паламар          | Оля Полякова       |
| 09     | 9  | Михайло Герасимчук          | Юлія Штоля                 | Юлія Штоля                 | Потап              |
| 09     | 10 | Нарек Амірян                | Давид Маскіса              | Давид Маскіса              | Надя Дорофєєва     |
| 09     | 11 | 2tone                       | Михайло Цар                | Михайло Цар                | Святослав Вакарчук |
| 09     | 12 | Марія Квітка                | Ярослав Гавянець           | Ярослав Гавянець           | Оля Полякова       |
| 09     | 13 | Дмитро Цимбал               | Роман Меліш                | Роман Меліш                | Святослав Вакарчук |
| 09     | 14 | Елла Введенська             | Олена Чукаленко            | Петро Чорний               | Оля Полякова       |
| 09     | 15 | Володимир Порубайло         | Олександр Олещук           | Олександр Олещук           | Надя Дорофєєва     |
| 09     | 16 | Карина Столаба              | Аліна Лаврова              | Назар Ільчишен             | Потап              |

### «Другий шанс»
| Випуск       | № | Учасники        | Учасники            | Учасники            | Тренер              |
| ------------ | - | --------------- | ------------------- | ------------------- | ------------------- |
| 08 (YouTube) | 1 | Spiv Brativ     | Spiv Brativ         | Guli Guli           | Олександра & Gera   |
| 08 (YouTube) | 2 | Дмитро Ротькін  | Дмитро Ротькін      | Марта Любчик        | Олександра & Gera   |
| 08 (YouTube) | 3 | Тіна Колодій    | Тіна Колодій        | Марко Швайковський  | Олександра & Gera   |
| 08 (YouTube) | 3 | Олександр Биков | Олександр Биков     | Єлизавета Орваменко | Олександра & Gera   |
|              |   |                 |                     |                     |                     |
| 09 (YouTube) | 1 | Марта Любчик    | Марта Любчик        | Юлія Штоля          | Олександра & Андрій |
| 09 (YouTube) | 2 | Олександр Биков | Олександр Биков     | Володимир Порубайло | Олександра & Андрій |
| 09 (YouTube) | 2 | Spiv Brativ     | Єлизавета Овраменко | Марко Швайковський  | Олександра & Андрій |

### Результати боїв
Учасник — учасник, врятований або вкрадений у суперника
| Випуск  | Тренери та їхні учасники                                                    | Тренери та їхні учасники                                                         | Тренери та їхні учасники                                                       | Тренери та їхні учасники                                               | Тренери та їхні учасники                                                        |
| Випуск  | Святослав Вакарчук                                                          | Надя Дорофєєва                                                                   | Потап                                                                          | Оля Полякова                                                           | Олександра & Андрій                                                             |
| ------- | --------------------------------------------------------------------------- | -------------------------------------------------------------------------------- | ------------------------------------------------------------------------------ | ---------------------------------------------------------------------- | ------------------------------------------------------------------------------- |
| 08      | Дарія Забєліна Аліє Хаджабадінова Павло Тютюнник Анна Кіндзерська           | Марія Сур Олександр Свіріденко Інеса Грицаєнко Наталія Бурик                     | Павло Нажига Єрназар Жубан Яна Мілевська Марія Максимова                       | Гліб Пархоменко Сергій Соловйов Юлія Войтко Валерія Бутурліна          | Spiv Brativ Марта Любчик Марко Швайковський Єлизавета Овраменко Олександр Биков |
| 09      | Максим Бородін Лія Меладзе Дімаш Даулетов Михайло Цар Дмитро Ц. та Роман М. | Оксана Позивай Наталія Миколаєнко Давид Маскіса Олена Чукаленко Олександр Олещук | Ярослав Кайда Валентин Скрипник Остап Дрівко Михайло Герасимчук Карина Столаба | Марта Липчей Віктор Кирилов Марія Квітка Ярослав Гавянець Петро Чорний | Марта Любчик Володимир Порубайло Марко Швайковський                             |
| Загалом | 9                                                                           | 9                                                                                | 9                                                                              | 9                                                                      | 3                                                                               |

## Нокаути[3]
| Випуск | № | Учасники                     | Пісня                          | Тренер             |  |  |
| ------ | - | ---------------------------- | ------------------------------ | ------------------ |  |  |
| 10     | 1 | Олександр Олещук             | Восьмий колір                  | Надя Дорофєєва     |  |  |
| 10     | 2 | Марія Сур                    | Show Me How You Burlesque      | Надя Дорофєєва     |  |  |
| 10     | 3 | Наталія Миколаєнко           | Sasha                          | Надя Дорофєєва     |  |  |
| 10     | 4 | Олександр Свіріденко         | Шкідлива звичка                | Надя Дорофєєва     |  |  |
| 10     | 5 | Оксана Позивай               | Montero (Call Me By Your Name) | Надя Дорофєєва     |  |  |
| 10     | 6 | Олена Чукаленко              | Rolling in the Deep            | Надя Дорофєєва     |  |  |
| 10     | 7 | Інеса Грицаєнко              | пісню не показано              | Надя Дорофєєва     |  |  |
| 10     | 8 | Наталія Бурик                | Somebody to Love               | Надя Дорофєєва     |  |  |
| 10     | 9 | Давид Маскіса                | Лёд тронулся                   | Надя Дорофєєва     |  |  |
| 10     |   |                              |                                |                    |  |  |
| 10     | 1 | Аліє Хаджабадінова           | Ой верше мій, верше            | Святослав Вакарчук |  |  |
| 10     | 2 | Максим Бородін               | Supergirl                      | Святослав Вакарчук |  |  |
| 10     | 3 | Михайло Цар                  | Злива                          | Святослав Вакарчук |  |  |
| 10     | 4 | Павло Тютюнник               | Angels                         | Святослав Вакарчук |  |  |
| 10     | 5 | Дарія Забєліна               | Now We Are Free                | Святослав Вакарчук |  |  |
| 10     | 6 | Лія Меладзе                  | Un-Break My Heart              | Святослав Вакарчук |  |  |
| 10     | 7 | Дмитро Цимбал та Роман Меліш | Тільки раз цвіте любов         | Святослав Вакарчук |  |  |
| 10     | 8 | Анна Кіндзерська             | Думи мої, думи мої             | Святослав Вакарчук |  |  |
| 10     | 9 | Дімаш Даулетов               | Намалюю тобі зорі              | Святослав Вакарчук |  |  |

| Випуск | № | Учасники           | Пісня                              | Тренер       |  |  |
| ------ | - | ------------------ | ---------------------------------- | ------------ |  |  |
| 11     | 1 | Павло Нажига       | Тримай мене                        | Потап        |  |  |
| 11     | 2 | Валентин Скрипник  | Місяць по небу ходить              | Потап        |  |  |
| 11     | 3 | Ярослав Кайда      | She's Gone                         | Потап        |  |  |
| 11     | 4 | Яна Мілевська      | Love Again                         | Потап        |  |  |
| 11     | 5 | Остап Дрівко       | Trouble                            | Потап        |  |  |
| 11     | 6 | Михайло Герасимчук | Stay                               | Потап        |  |  |
| 11     | 7 | Єрназар Жубан      | 1944                               | Потап        |  |  |
| 11     | 8 | Марія Максимова    | Lose You to Love Me                | Потап        |  |  |
| 11     | 9 | Карина Столаба     | Ой на горі                         | Потап        |  |  |
| 11     |   |                    |                                    |              |  |  |
| 11     | 1 | Ярослав Гавянець   | Гуцулка Ксеня                      | Оля Полякова |  |  |
| 11     | 2 | Марта Липчей       | Попурі з закарпатьских пісень      | Оля Полякова |  |  |
| 11     | 3 | Валерія Бутурліна  | All for Us                         | Оля Полякова |  |  |
| 11     | 4 | Марія Квітка       | Zombie                             | Оля Полякова |  |  |
| 11     | 5 | Сергій Соловйов    | You                                | Оля Полякова |  |  |
| 11     | 6 | Віктор Кирилов     | Sorry Seems to Be the Saddest Word | Оля Полякова |  |  |
| 11     | 7 | Юлія Войтко        | Я твоя                             | Оля Полякова |  |  |
| 11     | 8 | Гліб Пархоменко    | Stop!                              | Оля Полякова |  |  |
| 11     | 9 | Петро Чорний       | The Phantom of the Opera           | Оля Полякова |  |  |

### «Другий шанс»
| Випуск       | № | Учасники            | Пісня               | Тренер              |
| ------------ | - | ------------------- | ------------------- | ------------------- |
| 10 (YouTube) | 1 | Марко Швайковський  | Song 2              | Олександра & Андрій |
| 10 (YouTube) | 2 | Володимир Порубайло | Балада про мальви   | Олександра & Андрій |
| 10 (YouTube) | 3 | Лія Меладзе         | Вишні               | Олександра & Андрій |
| 10 (YouTube) | 4 | Марта Любчик        | Talking to the Moon | Олександра & Андрій |
| 10 (YouTube) | 5 | Інеса Грицаєнко     | Say My Name         | Олександра & Андрій |
|              |   |                     |                     | Олександра & Андрій |
| 11 (YouTube) | 1 | Яна Мілевська       | Cold Heart          | Олександра & Андрій |
| 11 (YouTube) | 2 | Марко Швайковський  | Друг                | Олександра & Андрій |
| 11 (YouTube) | 3 | Володимир Порубайло | Dancing on My Own   | Олександра & Андрій |
| 11 (YouTube) | 4 | Лія Меладзе         | 7 Rings             | Олександра & Андрій |
| 11 (YouTube) | 5 | Петро Чорний        | Пісня про пісню     | Олександра & Андрій |
| 11 (YouTube) | 6 | Марта Любчик        | Young and Beautiful | Олександра & Андрій |

### Результати нокаутів

#### Команди тренерів до 24 лютого 2022 року
| Тренери та їхні учасники                                       | Тренери та їхні учасники                                   | Тренери та їхні учасники                                      | Тренери та їхні учасники                                       | Тренери та їхні учасники                       |
| Святослав Вакарчук                                             | Надя Дорофєєва                                             | Потап                                                         | Оля Полякова                                                   | Олександра & Андрій                            |
| -------------------------------------------------------------- | ---------------------------------------------------------- | ------------------------------------------------------------- | -------------------------------------------------------------- | ---------------------------------------------- |
| Аліє Хаджабадінова Дімаш Даулетов Михайло Цар Анна Кіндзерська | Давид Маскіса Оксана Позивай Олена Чукаленко Наталія Бурик | Павло Нажига Михайло Герасимчук Ярослав Кайда Марія Максимова | Сергій Соловйов Марта Липчей Валерія Бутурліна Гліб Пархоменко | Яна Мілевська Володимир Порубайло Марта Любчик |

#### Команди тренерів у прямих ефірах
Святослав Вакарчук відмовився зніматися у прямих ефірах і передав своє місце співаку Lue Bason (Юрій Каналош). Той погодився, але за день до прямого ефіру співачка Джамала, яка була запрошена в якості зіркової гості фіналу, висловила підтримку Петру Чорному, який вибув в нокаутах в команді Другого Шансу. В знак протесту Lue Bason відмовився зніматися в прямих ефірах і тому його команду в прямому ефірі було терміново розподілено між командами Олі Полякової, Потапа, Наді Дорофєєвої та Другого Шансу. З переходом Хаджабадінової, Царя, Кіндзерської та Даулетова в інші команди, Петро Чорний заявив про своє повернення в команду Другого Шансу. Тепер у кожній команді було по шість артистів. Щоб компенсувати це, продюсери повернули Марію Квітку, Карину Столабу та Олександра Свіріденка у команди Олі Полякової, Потапа та Наді Дорофєєвої відповідно. Також публіка могла проголосувати за одного виконавця, який вибув протягом усього конкурсу, щоб приєднатися до команди «Другий шанс» у фіналі наживо. Павло Тютюнник з команди Святослава набрав найбільше голосів і приєднався до команди шостим артистом.
| Тренери та їхні учасники                                                               | Тренери та їхні учасники                                                                           | Тренери та їхні учасники                                                                      | Тренери та їхні учасники                                                                   | Тренери та їхні учасники |
| Олександра & Андрій                                                                    | Надя Дорофєєва                                                                                     | Потап                                                                                         | Оля Полякова                                                                               |                          |
| -------------------------------------------------------------------------------------- | -------------------------------------------------------------------------------------------------- | --------------------------------------------------------------------------------------------- | ------------------------------------------------------------------------------------------ | ------------------------ |
| Яна Мілевська Володимир Порубайло Марта Любчик Михайло Цар Петро Чорний Павло Тютюнник | Давид Маскіса Оксана Позивай Олена Чукаленко Наталія Бурик Аліє Хаджабадінова Олександр Свіріденко | Павло Нажига Михайло Герасимчук Ярослав Кайда Марія Максимова Анна Кіндзерська Карина Столаба | Сергій Соловйов Марта Липчей Валерія Бутурліна Гліб Пархоменко Дімаш Даулетов Марія Квітка |                          |

## Прямі ефіри

### Фінал

#### Перша частина
До суперфіналу пройшли по одному учаснику з кожної команди, за яких глядачі віддали найбільше голосів.
| Випуск | №                    | Учасники               | Пісня               | Тренер |
| ------ | -------------------- | ---------------------- | ------------------- | ------ |
| 12     |                      |                        |                     |        |
| 1      | Олександр Свіріденко | Соколята               | Надя Дорофєєва      |        |
| 2      | Аліє Хаджабадінова   | Я піду в далекі гори   | Надя Дорофєєва      |        |
| 3      | Оксана Позивай       | Не залишай             | Надя Дорофєєва      |        |
| 4      | Олена Чукаленко      | Черемшина              | Надя Дорофєєва      |        |
| 5      | Наталія Бурик        | Ворогів на ножі        | Надя Дорофєєва      |        |
| 6      | Давид Маскіса        | Чути гімн              | Надя Дорофєєва      |        |
| 7      | Марія Максимова      | Стефанія               | Потап               |        |
| 8      | Анна Кіндзерська     | Я жива                 | Потап               |        |
| 9      | Михайло Герасимчук   | Ще осінь зовсім молода | Потап               |        |
| 10     | Ярослав Кайда        | Гора                   | Потап               |        |
| 11     | Павло Нажига         | 2step                  | Потап               |        |
| 12     | Карина Столаба       | Ой, летіли дикі гуси   | Потап               |        |
| 13     | Марта Любчик         | Човен                  | Олександра & Андрій |        |
| 14     | Петро Чорний         | Материнська любов      | Олександра & Андрій |        |
| 15     | Яна Мілевська        | Дочекаюсь              | Олександра & Андрій |        |
| 16     | Володимир Порубайло  | Ніхто крім нас         | Олександра & Андрій |        |
| 17     | Павло Тютюнник       | Інша любов             | Олександра & Андрій |        |
| 18     | Михайло Цар          | Дякую за світанки      | Олександра & Андрій |        |
| 19     | Дімаш Даулетов       | We Are the World       | Оля Полякова        |        |
| 20     | Марія Квітка         | Птах                   | Оля Полякова        |        |
| 21     | Гліб Пархоменко      | Там, де нас нема       | Оля Полякова        |        |
| 22     | Валерія Бутурліна    | Україна - це ти        | Оля Полякова        |        |
| 23     | Марта Липчей         | Холодно                | Оля Полякова        |        |
| 24     | Сергій Соловйов      | Я вірю                 | Оля Полякова        |        |

#### Друга частина (суперфінал)
| Випуск | №  | Тренер              | Учасники             | Пісня          |
| ------ | -- | ------------------- | -------------------- | -------------- |
| 12     | 25 | Потап               | Карина Столаба       | Мовчунам       |
| 12     | 26 | Надя Дорофєєва      | Олександр Свіріденко | Весна          |
| 12     | 27 | Оля Полякова        | Марія Квітка         | Реве та стогне |
| 12     | 28 | Олександра & Андрій | Петро Чорний         | Батько Дніпро  |